# Sort humor
Sort humor er grotesk, absurd og sortsynet humor og satire på grund af død, krig, sygdom, narkotika og lignende. Provokation og leg med tabuer er ofte en vigtig del. Sort humor er ofte præget af ironi og tragikomik.
Fx filmen Dr. Strangelove med atombombe-problematikken behandlet absurd og humoristisk. Og Kafka eller Hans Scherfig, der er både ironiske og morbide i deres forhold til samfundslivet - især Kafka opretholder en kold og barok distance til begivenhederne, så verden forekommer "perverteret" og degenereret: samfundet, borgerne og historierne de indgår i er absurde, mærkelige og fordrejede. Andre eksempler er Casper & Mandrilaftalen eller Monty Python, der ikke er samfundskritiske eller filosofiske, men snarere dekonstruerer humoren og sætter vanvid/sindssyge/absurditet/tilfældighed i centrum.
Sort humor forekommer også  i Alle børnene-vittighederne.